# Несподівана любов
«Несподівана любов» — радянський художній фільм 1970 року, знятий кіностудією «Білорусьфільм».

## Сюжет
Моряк Олексій Концевой приїжджає у відпустку в своє село на Прип'яті і дізнається, що чудова дівчина Олена Сіневець збирається заміж за приїжджого лобуря Веню. Льоха, з'ясувавши, що у Вені в Мурманську кинута сім'я, вирішує зірвати весілля…

## У ролях
- Павло Морозенко — Олексій Кінцевий, моряк
- Енекен Прікс — Олена Сіневець
- Олександр Галевський — Веня, приїжджий лобуряка, який має сім'ю в Мурманську
- Георгій Жжонов — Матвій Концевой, батько Олексія, коваль
- Майя Булгакова — Марія Сіневець, мати Олени
- Павло Кормунін — Олесь Сіневець, батько Олени
- Анатолій Обухов — Міша, друг Веньки
- Августин Милованов — Марк Петрович, голова радгоспу
- Ростислав Шмирьов — сусід Іван Сіневець
- Володимир Поночовний — Андрій
- Олександр Якутик — Микита
- Борис Владомирський — Михалевич, голова сільради
- Галина Владомирська — Михалевич, дружина голови
- Нінель Жуковська — епізод
- Марія Зінкевич — епізод
- Тамара Кротова — Катя
- Світлана Турова — епізод
- Анатолій Голік — таксист
- Ольга Селезньова — Світа, жінка, яку кинув Веня

## Знімальна група
- Режисер — Йосип Шульман
- Сценаристи — Геннадій Бекаревич, Федір Конєв
- Оператор — Олег Авдєєв
- Композитор — Генріх Вагнер
- Художник — Володимир Дементьєв